# Antic Ajuntament de Castellnou
L'Antic Ajuntament de Castellnou és una obra de Cervera (Segarra) protegida com a Bé Cultural d'Interès Local.

## Descripció
Edifici entre mitgeres. Consta de planta baixa, pis i golfes. Coberta de teula àrab a dues vessants amb ràfec de teules. Façana plana de pedra amb obertures que tenen brancals i llindes de pedra. A la planta baixa, l'estructura portant és d'arcs ogivals de pedra. Una restauració recent ha emmarcat les obertures amb estuc. D'aquesta destaca la porta, amb arc rebaixat o escarser, el que situa la façana de l'edifici dins el marc cronològic del segle xviii.